# Stachytarpheta jamaicensis
Stachytarpheta jamaicensis là một loài thực vật có hoa trong họ Cỏ roi ngựa. Loài này được (L.) Vahl miêu tả khoa học đầu tiên năm 1804.

## Hình ảnh

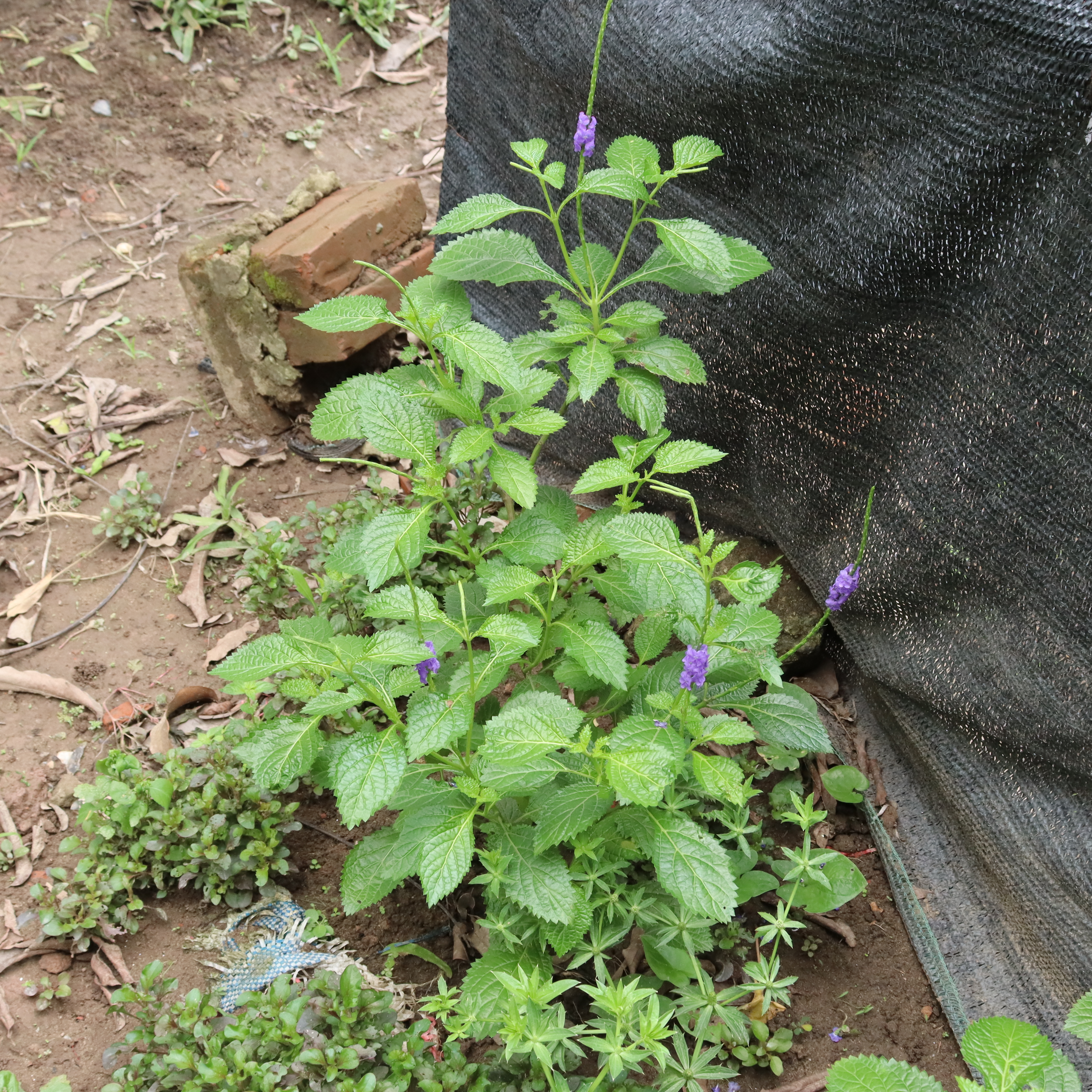
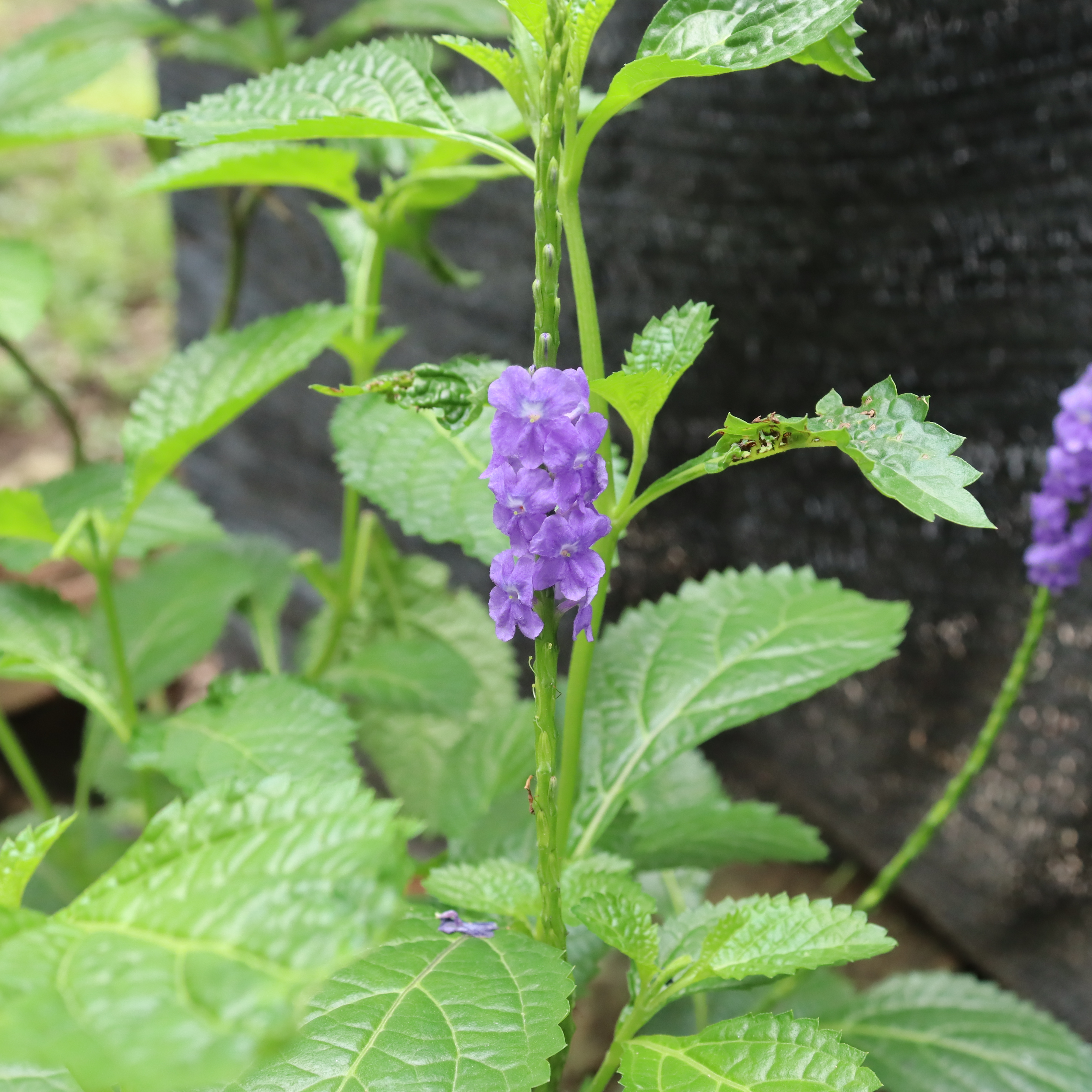
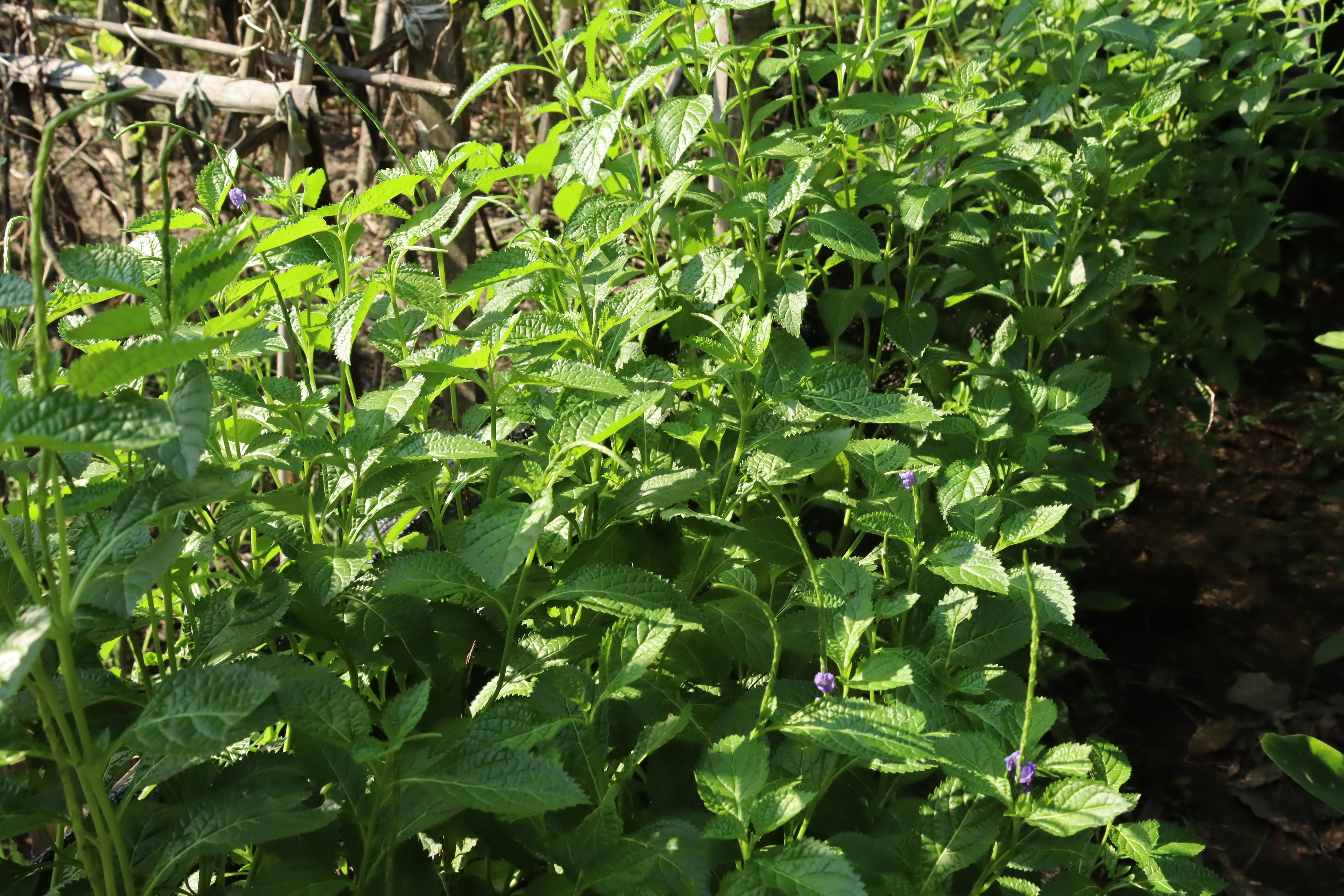
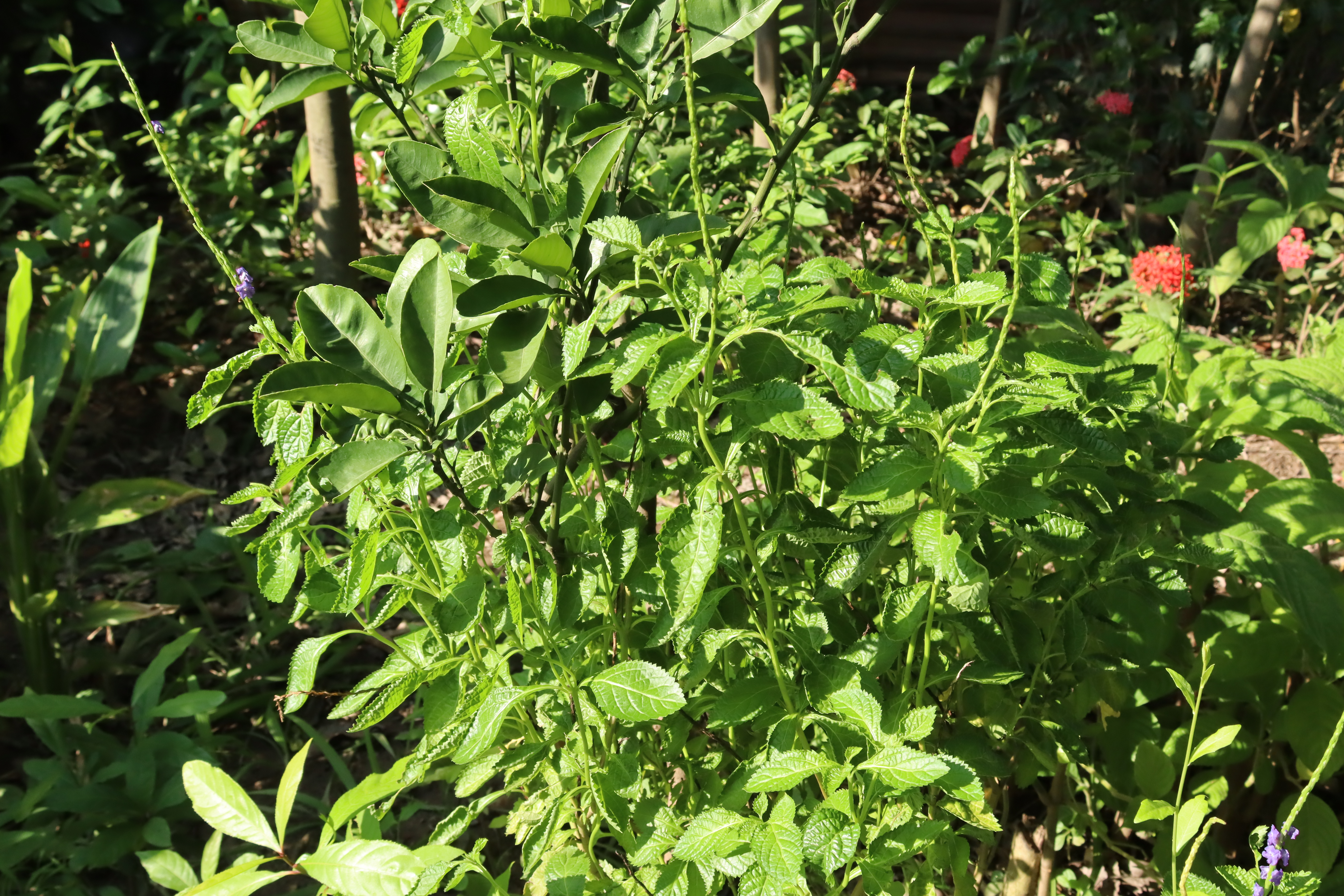
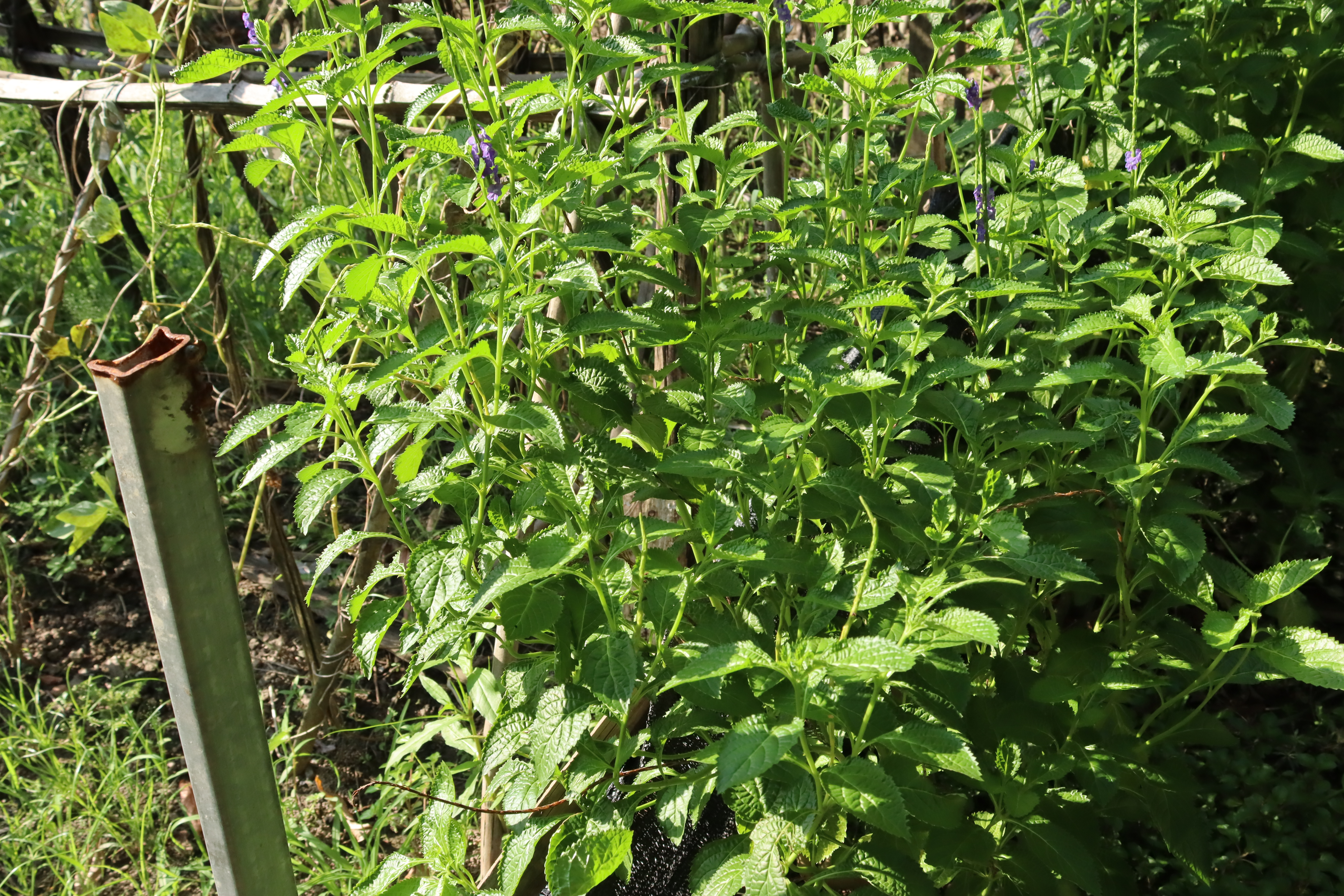